# Čelinovac
Čelinovac (szerbül: Ћелиновац), falu Gradiška községben, Bosznia-Hercegovinában, Bosanska krajina területén, a Szerb Köztársaságban. 

## Fekvése
Bosznia-Hercegovina északi részén, Banja Lukától légvonalban 26, közúton 38 km-re északra, községközpontjától légvonalban 16, közúton 20 km-re délnyugatra, a Kozara-hegység keleti lábánál, 160-270 méteres magasságban, a Lubina-folyó jobb partján elterülő dombvidéken fekszik. 

## Népessége
| Nemzetiségi csoport | Népesség 1991 | Népesség 2013 |
| ------------------- | ------------- | ------------- |
| Szerb               | 66            | 27            |
| Bosnyák             | 0             | 0             |
| Horvát              | 12            | 1             |
| Jugoszláv           | 7             | 0             |
| Egyéb               | 44            | 8             |
| Összesen            | 129           | 36            |

## Története
A település akkor jött létre, amikor 1893-ban, az osztrák-magyar uralom idején Bukovinából római katolikus lengyelek, Kárpátaljáról pedig görög katolikus ruszinok települtek a faluba. Később a két népelem keveredett egymással. 1910-ben a Bosanska Gradiškai járáshoz és Cerovljani községhez tartozó településen 28 háztartást, 190 római katolikus és 5 görög katolikus lakost találtak.
A monarchia szétesésével 1918-ban előbb a Szerb-Horvát-Szlovén Királyság, majd 1929-től a Jugoszláv Királyság része. Jugoszlávia megszállása után a település a Független Horvát Állam (NDH) része, majd 1945-től a szocialista Jugoszlávia része lett. A háború után 1946-ban a legtöbb lengyel Lengyelországba költözött, így a falu szerb többségű lett. A boszniai háború idején a település a Boszniai Szerb Köztársaság része volt. A daytoni békeszerződést követő területfelosztásnál a település Bosanska Gradiška község részeként a Szerb Köztársaság területéhez került.

## Kultúra
A falu rendszeresen ad otthont a helyi lengyel szervezet, a Stowarzyszenie Polaków i Przyjaciół „Mak” Gradiška („Mak” Gradiškai Lengyelek és Barátaik Szövetsége) rendezvényeinek, köztük az évente megrendezésre kerülő Pirogijada fesztiválnak..

## Nevezetességei
Miután a lengyelek megérkeztek Čelinovacra, 1895-ben megalapították első kolóniájukat. Abban az időben a falu egyik házát használták vallási szertartásokhoz. A 19. század utolsó évtizedében Čelinovacon egy nagyméretű, négyszögletes, egyhajós templom épült Szent Mihály tiszteletére, melynek homlokzatán magas harangtorony áll. Az oltártérnek két oldalszárnya van. A templom teteje oromzatos, sík cserepekkel borított, a harangtorony teteje csúcsos, rézlemez borítású. A hosszanti homlokzatokon két íves, az oltár oldalszárnyain egy téglalap alakú ablak található. A hátsó homlokzaton nincs ablaknyílás. A bejárati részt a timpanon hangsúlyozza. Belsejében a bejárat felett két pillérrel támasztott karzat található, a mennyezet sík, fából készült, végein enyhén ferde. Az oltárfelület téglalap alakú, a templom téglalap alapzatába integráltan, azaz a homlokzati felületen nincs kiemelkedés. A templomtoronyban egy feliratos harang található, melyen az 1922-es évszám szerepel. A település a Nova Topola-i plébániához tartozik.